# Kedrostis heterophylla
Kedrostis heterophylla är en gurkväxtart som beskrevs av Zimmermann. Kedrostis heterophylla ingår i släktet Kedrostis och familjen gurkväxter. Inga underarter finns listade i Catalogue of Life.